# Mallorca Challenge Feminina
Die Mallorca Challenge Feminina ist im Straßenradsport eine Serie von Eintagesrennen für Frauen auf der Insel Mallorca.
Die Serie wurde 2024 analog der Mallorca Challenge für Männer ins Leben gerufen und bestand bei der Erstaustragung aus drei Rennen. Die einzelnen Rennen sind in die Kategorie 1.1 eingestuft und bilden den Saisonauftakt auf der Straße in Europa. Die Namen der einzelnen Rennen beinhalten in der Regel die Start- und Zielorte, die von Jahr zu Jahr variieren können.

## Palmarès
| Jahr                                  | Sieger         | Zweiter         | Dritter             |
| ------------------------------------- | -------------- | --------------- | ------------------- |
| Trofeo Felanitx–Colònia de Sant Jordi |                |                 |                     |
| 2024                                  | Noemi Rüegg    | Arlenis Sierra  | Chiara Consonni     |
| Trofeo Marratxi–Felanitx              |                |                 |                     |
| 2025                                  | Lotta Henttala | Chiara Consonni | Maggie Coles-Lyster |

| Jahr                  | Sieger               | Zweiter          | Dritter        |
| --------------------- | -------------------- | ---------------- | -------------- |
| Trofeo Palma Feminina |                      |                  |                |
| 2024                  | Magdeleine Vallieres | Ashleigh Moolman | Mavi García    |
| 2025                  | Marlen Reusser       | Mavi García      | Silvia Persico |

| Jahr                      | Sieger              | Zweiter        | Dritter          |
| ------------------------- | ------------------- | -------------- | ---------------- |
| Trofeo Binissalem–Andratx |                     |                |                  |
| 2024                      | Eleonora Gasparrini | Noemi Rüegg    | Nadia Quagliotto |
| 2025                      | Thalita de Jong     | Silvia Persico | Cédrine Kerbaol  |